# Leon Wincenty Czechowski
Leon Wincenty Czechowski (ur. 22 stycznia 1885 w Krakowie, zm. 8 sierpnia 1938 w Bydgoszczy) – kapitan piechoty Wojska Polskiego, malarz, aktor teatralny, scenograf i dekorator.

## Życiorys
Pochodził z artystycznej rodziny, jego ojciec Marceli był suflerem, a siostry Jadwiga i Helena aktorkami. Ukończył gimnazjum św. Jerzego w Krakowie, po czym rozpoczął studia na tamtejszej Akademii Sztuk Pięknych, gdzie umiejętności malarskie zdobywał pod kierunkiem Józefa Mehoffera. Naukę kontynuował w Monachium, do Krakowa powrócił w 1903 i przyłączył się do grupy wędrownych aktorów. W sezonie 1904/1905 występował w Teatrze Ludowym w Krakowie, a od 1905 do 1910 w Teatrze Miejskim. Poza grą aktorską często pełnił również funkcję dekoratora. W 1910 otrzymał stypendium, dzięki któremu wyjechał do Włoch doskonalić sztukę malarską. W 1914 powrócił do Krakowa.
16 sierpnia 1914 wstąpił do Legionów Polskich, zaszeregowano go do 1 Pułku Piechoty, walczył w kawalerii. W późniejszym czasie będąc w randze chorążego pełnił funkcję dowódcy plutonu 10 kompanii 4 Pułku Piechoty, był również komendantem terenu bojowego. Równocześnie tworzył obrazy i rysunki o tematyce militarnej i wojennej, w swojej twórczości uwiecznił szlak bojowy 4 Pułku Piechoty. Był ilustratorem pism legionowych, był autorem ilustracji do książki Władysława Orkana „Droga Czwartaków”. W 1917 w Towarzystwie Zachęty Sztuk Pięknych w Warszawie miał swoją wystawę autorską. W tym czasie został oficerem III Brygady.
W listopadzie 1918 został oficerem zawodowym Wojska Polskiego. Wziął udział w wojnie z Ukraińcami i wojnie z bolszewikami. 14 października 1920 jako oficer Dowództwa Okręgu Generalnego Pomorze został zatwierdzony z dniem 1 kwietnia 1920 w stopniu kapitana, w piechocie, w grupie oficerów byłych Legionów Polskich. 23 grudnia 1927 został przeniesiony do kadry oficerów piechoty z pozostawieniem na stanowisku oficera sztabu 2 Dywizji Piechoty Legionów w Kielcach. W listopadzie 1928 został zwolniony z zajmowanego stanowiska z równoczesnym przydziałem do Powiatowej Komendy Uzupełnień Kielce na sześciomiesięczną praktykę poborową. W lipcu 1929 został przeniesiony służbowo do Powiatowej Komendy Uzupełnień Siedlce na stanowisko referenta. W marcu 1930 został przeniesiony do Dowództwa Okręgu Korpusu Nr IX w Brześciu. Z dniem 28 lutego 1931 został przeniesiony w stan spoczynku.
W 1924 miała miejsce duża autorska wystawa jego twórczości w Towarzystwie Przyjaciół Sztuk Pięknych, a w 1934 w krakowskim Muzeum Narodowym.

## Ordery i odznaczenia
- Krzyż Niepodległości (22 grudnia 1931)[8]
- Krzyż Walecznych[9]
- Srebrny Krzyż Zasługi (10 listopada 1928)[10]